# Élections constituantes de 1945 dans le Loiret
Les élections de l'Assemblée constituante de 1945 dans le Loiret sont des élections françaises qui se sont déroulées le 21 octobre 1945 dans le cadre des élections législatives françaises de 1945 dans le département du Loiret.

## Mode de scrutin
Les députés sont élus selon le système de représentation proportionnelle suivant la règle de la plus forte moyenne dans le département, sans panachage ni vote préférentiel. Il y a 586 sièges à pourvoir.
Dans le département du Loiret, cinq députés sont à élire.

## Élus
Les cinq députés élus sont : 
| Identité           | Parti | Parti   |
| ------------------ | ----- | ------- |
| Albert Rigal       |       | PCF     |
| Pierre Gabelle     |       | MRP     |
| Pierre Ségelle     |       | SFIO    |
| Pierre Dézarnaulds |       | Rad-Soc |
| Pierre Chevallier  |       | UDSR    |

## Résultats

### Résultats à l'échelle du département
| Liste (Parti)  | Liste (Parti)               | Tête de liste      | Résultats | Résultats | Sièges | Sièges |
| Liste (Parti)  | Liste (Parti)               | Tête de liste      | Voix      | %         |        |        |
| -------------- | --------------------------- | ------------------ | --------- | --------- | ------ | ------ |
|                | PCF                         | Albert Rigal       | 40 133    | 23,75     | 1      |        |
|                | MRP                         | Pierre Gabelle     | 39 044    | 23,10     | 1      |        |
|                | SFIO                        | Pierre Ségelle     | 30 169    | 17,85     | 1      |        |
|                | Rad-Soc                     | Pierre Dézarnaulds | 22 590    | 13,37     | 1      |        |
|                | UDSR                        | Pierre Chevallier  | 20 604    | 12,20     | 1      |        |
|                | Républicaine agricole (URR) | André Labarthe     | 16 459    | 9,74      | -      |        |
|                |                             |                    |           |           |        |        |
| Inscrits       | Inscrits                    | Inscrits           | 217 905   | 100,00    | 5      |        |
| Votants        | Votants                     | Votants            | 173 991   | 79,81     |        |        |
| Blancs et nuls | Blancs et nuls              | Blancs et nuls     | 4 912     | 2,87      |        |        |
| Exprimés       | Exprimés                    | Exprimés           | 168 999   | 97,13     |        |        |